# قسم محمدية الريفي (مقاطعة أردكان)
قسم محمدیة الريفي (بالفارسية: دهستان محمدیه) هو قسم يقع في إيران. يقدر عدد سكانه بـ 3,085 نسمة .